# 劉廷芳 (萬曆進士)
劉廷芳（？—1595年），字伯馨，号蘭室，河南河南府洛阳县人，明朝政治人物。同进士出身。

## 生平
己巳（官年）五月十八日生，治易经。萬曆十三年（1585年）乙酉科河南乡试第四十七名举人，二十三年（1595年）乙未科三甲二百四十二名进士，吏部觀政，未仕卒。

## 家族
曾祖劉清。祖劉林。父刘梦祥，儒官。母馬氏，继母潘氏。慈侍下。娶安氏，继娶沈氏。子之鲸、之鲲、之鲤。